# Pia Sundhage
Pia Mariane Sundhage ( pronúncia sueca; Ulricehamn, 13 de fevereiro de 1960) é uma treinadora e ex-futebolista sueca. Atualmente comanda a Seleção Suíça de Futebol Feminino.
Como jogadora, Sundhage jogou a maioria de sua carreira como atacante e se aposentou como artilheira de sua seleção, mas também teve passagens como meia e defensora.
Foi a treinadora da seleção feminina dos Estados Unidos entre os anos de 2008 e 2012 e levou a equipe à conquista de dois ouros olímpicos (2008 e 2012) e um vice campeonato na Copa do Mundo de 2011. Seu sucesso a levou a ganhar o prêmio FIFA Ballon d'Or de 2012, na categoria "Treinador Feminino". Sundhage também comandou a seleção feminina da Suécia, seu país natal, entre os anos de 2012 e 2017, conquistando uma prata olímpica (2016).

## Carreira

### Jogadora
Pia começou a carreira no Ulricehamns IFK, clube de sua cidade natal. Ainda jovem, se mudou para o Falköpings KIK em 1978, permanecendo por apenas um ano na equipe. Entre os anos de 1979 e 1981 defendeu o Jitex Bollklubb, da cidade de Mölndal. Nos anos de 1982 e 1983 fez parte da equipe do Östers Idrottsförening, marcando 30 gols em sua primeira temporada e 35 em sua segunda. Em 1984 retornou para o Jitex, ficando por apenas uma temporada. Em 1985, Sundhage fez parte de três equipes diferentes: o Stattena IF, da Suécia, a Lazio, da Itállia, no qual marcou 17 gols, e o Jitex, chegando a sua terceira passagem pela equipe da cidade de Mölndal. Em 1986, iniciou a temporada pelo Hammarby, da cidade de Estocolmo, contudo, retornou para o Jitex, dando início para sua última passagem pela equipe, que durou entre os anos de 1987 e 1989. Em 1990, Pia retorna para o Hammarby, permanecendo no clube até sua aposentadoria, no ano de 1996.
Em toda sua carreira como jogadora, Pia conquistou quatro vezes o Damallsvenskan e duas vezes a Copa da Suécia, todos os títulos com o Jitex. Também ganhou outras duas Copa da Suécia com o Hammarby.

### Treinadora

#### Pré-Estados Unidos
Sundhage começou a carreira como treinadora ainda sendo jogadora do Hammarby, entre os anos de 1992 e 1994. Após a aposentadoria como jogadora, trabalhou como assistente no Vallentuna Bollklubb (1998 e 1999) e no AIK Fotboll Damer (2000) antes de se mudar para os Estados Unidos, onde se tornou assistente no Philadelphia Charge, clube da Women's United Soccer Association, permanecendo na equipe entre 2001 e 2002. Em 2003 foi contratada pelo Boston Breakers como treinadora principal, sendo esse seu primeiro trabalho solo. Foi campeã da Women's United Soccer Association em 2003, recebendo o prêmio de Treinadora do Ano da Liga. Com a dissolução da Liga ao final da temporada de 2003, retornou para a região da Escandinávia, assumindo o Kolbotn Fotball, da Noruega, na temporada de 2004. Entre os anos de 2005 e 2006, comandou o clube KIF Örebro, da Suécia, refazendo a parceria dos tempos de Boston com a meia Kristine Lilly e a zagueira Kate Markgraf. Lilly, ao escolher o clube suéco, disse que "queria jogar para Pia novamente."
Após a passagem pelo time da cidade Örebro, Sundhage foi assistente de Marika Domanski-Lyfors na Seleção Feminina da China durante a Copa do Mundo de 2007.

#### Estados Unidos
Após passagem pela China, assumiu o comando da Seleção de Futebol Feminino dos Estados Unidos em 2008, conquistando duas medalhas de ouro em Pequim 2008 e Londres 2012, além de ter sido vice campeã da Copa do Mundo de Futebol Feminino de 2011. Pia deixou a seleção em 2012.

#### Suécia
Em 2012, assumiu o comando da Seleção Sueca de Futebol Feminino, levando suas comandadas até a final dos Jogos Olímpicos do Rio 2016, eliminando os Estados Unidos, num reencontro com sua ex-equipe, e o Brasil, ambos na disputa de pênaltis. Na grande final, acabou derrotada pela Alemanha por 2 a 1, ficando com a medalha de prata.

#### Brasil
Em 2019, após a Copa do Mundo, foi anunciada como treinadora da Seleção Brasileira de Futebol Feminino, tornando-se a primeira estrangeira a assumir o comando do time.Após uma péssima Copa do Mundo em 2023, a sueca foi desligada do comando técnico da canarinha.

##### Jogos da Seleção Brasileira Feminina de Futebol
Legenda:      Vitórias —      Empates —      Derrotas
| 1    | 29 de agosto    | Amistoso             | São Paulo             | 5 – 0       | Argentina      | [ 15 ] |
| 2    | 1º de setembro  | Amistoso             | São Paulo             | 0 – 0       | Chile          | [ 16 ] |
| 3    | 5 de outubro    | Amistoso             | Middlesbrough         | 2 – 1       | Inglaterra     | [ 17 ] |
| 4    | 8 de outubro    | Amistoso             | Kielce                | 3 – 1       | Polônia        | [ 18 ] |
| 5    | 7 de novembro   | Amistoso             | Chongqing             | 4 – 0       | Canadá         | [ 19 ] |
| 6    | 10 de novembro  | Amistoso             | Chongqing             | 0 – 0       | China          | [ 20 ] |
| 7    | 12 de dezembro  | Amistoso             | São Paulo             | 6 – 0       | México         | [ 21 ] |
| 8    | 15 de dezembro  | Amistoso             | Araraquara            | 4 – 0       | México         | [ 22 ] |
| 2020 |                 |                      |                       |             |                |        |
| 9    | 4 de março      | Amistoso             | Valenciennes          | 0 – 0       | Países Baixos  | [ 23 ] |
| 10   | 7 de março      | Amistoso             | Valenciennes          | 0 – 1       | França         | [ 23 ] |
| 11   | 10 de março     | Amistoso             | Calais                | 2 – 2       | Canadá         | [ 23 ] |
| 12   | 27 de novembro  | Amistoso             | São Paulo             | 6 – 0       | Equador        | [ 24 ] |
| 13   | 01 de dezembro  | Amistoso             | São Paulo             | 8 – 0       | Equador        |        |
| 2021 |                 |                      |                       |             |                |        |
| 14   | 18 de fevereiro | SheBelieves Cup 2021 | Orlando               | 4 – 1       | Argentina      |        |
| 15   | 21 de fevereiro | SheBelieves Cup 2021 | Orlando               | 0 – 2       | Estados Unidos |        |
| 16   | 24 de fevereiro | SheBelieves Cup 2021 | Orlando               | 2 – 0       | Canadá         |        |
| 17   | 11 de junho     | Amistoso             | Cartagena             | 3 – 0       | Rússia         |        |
| 18   | 14 de junho     | Amistoso             | Cartagena             | 0 – 0       | Canadá         |        |
| 19   | 21 de julho     | Olimpíadas 2020      | Miyagi                | 5 – 0       | China          |        |
| 20   | 24 de julho     | Olimpíadas 2020      | Miyagi                | 3 – 3       | Países Baixos  |        |
| 21   | 27 de julho     | Olimpíadas 2020      | Saitama               | 1 – 0       | Zâmbia         |        |
| 22   | 30 de julho     | Olimpíadas 2020      | Miyagi                | 0 – 0       | Canadá         |        |
| 2022 |                 |                      |                       |             |                |        |
| 23   | 16 de fevereiro | Torneio da França    | Caen                  | 1 – 1       | Países Baixos  |        |
| 24   | 19 de fevereiro | Torneio da França    | Caen                  | 1 – 2       | França         |        |
| 25   | 22 de fevereiro | Torneio da França    | Le Havre              | 0 – 0       | Finlândia      |        |
| 26   | 7 de abril      | Amistoso             | Alicante              | 1 – 1       | Espanha        |        |
| 27   | 11 de abril     | Amistoso             | San Pedro del Pinatar | 3 – 1       | Hungria        |        |
| 28   | 24 de junho     | Amistoso             | Copenhage             | 1 – 2       | Dinamarca      |        |
| 29   | 28 de junho     | Amistoso             | Estocolmo             | 1 – 3       | Suécia         |        |
| 30   | 9 de julho      | Copa América         | Armênia               | 4 – 0       | Argentina      |        |
| 31   | 12 de julho     | Copa América         | Armênia               | 3 – 0       | Uruguai        |        |
| 32   | 18 de julho     | Copa América         | Armênia               | 4 – 0       | Venezuela      |        |
| 33   | 21 de julho     | Copa América         | Cáli                  | 6 – 0       | Peru           |        |
| 34   | 26 de julho     | Copa América         | Bucaramanga           | 2 – 0       | Paraguai       |        |
| 35   | 30 de julho     | Copa América         | Bucaramanga           | 1 – 0       | Colômbia       |        |
| 2023 |                 |                      |                       |             |                |        |
| 36   | 16 de fevereiro | SheBelieves Cup      | Orlando               | 1 – 0       | Japão          |        |
| 37   | 19 de fevereiro | SheBelieves Cup      | Nashville             | 0 – 2       | Canadá         |        |
| 38   | 22 de fevereiro | SheBelieves Cup      | Frisco                | 1 – 2       | Estados Unidos |        |
| 39   | 6 de abril      | Finalíssima          | Londres               | 1 – 1 (2-4) | Inglaterra     |        |
| 40   | 11 de abril     | Amistoso             | Nuremberg             | 2 – 1       | Alemanha       |        |
| 41   | 2 de julho      | Amistoso             | Brasília              | 4 – 0       | Chile          |        |
| 42   | 24 de julho     | Copa do Mundo        | Adelaide              | 4 – 0       | Panamá         |        |
| 43   | 29 de julho     | Copa do Mundo        | Brisbane              | 1 – 2       | França         |        |
| 44   | 2 de agosto     | Copa do Mundo        | Melbourne             | 0 – 0       | Jamaica        |        |

Aproveitamento: 69.7%

## Títulos

### Como jogadora
Jitex Bollklubb
- Damallsvenskan : 1979, 1981, 1984, 1989
- Copa da Suécia : 1981, 1984

Hammarby
- Copa da Suécia : 1994, 1995

Seleção Sueca
- Campeonato Europeu de Futebol Feminino: 1984
- Campeonato Nórdico de Futebol Feminino: 1977, 1978, 1979, 1980, 1981
- Algarve Cup: 1995
- Copa da América do Norte: 1987
- Torneio de Chipre: 1990, 1992

#### Individuais
- Melhor marcadora do Campeonato Europeu de Futebol Feminino de 1984
- Melhor jogadora do Campeonato Europeu de Futebol Feminino de 1984
- Artilharia do Damallsvenskan: 1982, 1983
- Melhor marcadora do Campeonato Nórdico de Futebol Feminino

### Como treinadora
Boston Breakers
- Women's United Soccer Association: 2003

Seleção Norte-Americana
- Torneio das Quatro Nações: 2008, 2011
- Algarve Cup: 2008, 2010 e 2011
- Jogos Olímpicos: 2008 e 2012

Seleção Brasileira
- Torneio Internacional de Futebol Feminino : 2021[25]
- Copa América Feminina: 2022[26]

#### Individuais
- FIFA Ballon d'Or : 2012
- Treinadora do Ano da Women's United Soccer Association: 2003

## Campanhas de destaque

### Como treinadora

#### Estados Unidos
- Copa do Mundo: 2011 (Medalha de Prata)

#### Suécia
- Jogos Olímpicos: 2016 (Medalha de Prata)

#### Brasil
- Torneio Uber Feminino: 2º lugar (2019)
- Torneio Internacional da China: 2º lugar (2019)
- Torneio Internacional da França: 3º lugar (2020)

## Política
Em 2009, Sundhage rejeitou o convite feito por George W. Bush para visitar a Casa Branca, sede do poder dos Estados Unidos, após a vitória nos Jogos Olímpicos. Em 2011, rejeitou o mesmo convite feito por Barack Obama após colocação na Copa do Mundo de Futebol Feminino.

## Vida pessoal
Sundhage já se declarou lésbica em mais de uma ocasião. Em janeiro de 2010, Sundhage mencionou em uma entrevista na TV sueca que, como lésbica, ela não sentiu nenhuma homofobia como treinadora. "Não houve problemas por eu ser abertamente gay como treinadora nos Estados Unidos", disse Sundhage. Em 2014, disse que não interessa se ela é gay, porque ela é técnica, e sua vida pessoal não importa.
Sundhage é fã do músico Alceu Valença, e do Bob Dylan.
Quando era criança, sem muitos times femininos onde jogar, Sundhage se disfarçou de menino, com um apelido de Pelle, para atuar em um time masculino, por sugestão de um treinador.